# Boussou (departamento)
Boussou es un departamento de la provincia de Zondoma, en la región Norte, Burkina Faso. A 1 de julio de 2018 tenía una población estimada de 32 700 habitantes.
Se encuentra ubicado cerca del curso alto del río Volta Blanco, de la frontera con Malí y al norte de la capital del país, Uagadugú.